# Zawijat al-Arjan
Zawijat al-Arjan (Zāwiyat al-‛Aryān) – miasto w Egipcie pomiędzy Gizą a Abusir. 
Na zachód od miasta na terenach pustynnych, 7 km na północ od Sakkary, znajduje się staroegipska nekropola z 2 piramidami: południową, warstwową piramidą, należącą prawdopodobnie do króla Chaby z III dynastii, oraz słabo poznaną północną, prawdopodobnie należącą do Neferki z III dynastii lub któregoś z władców z IV dynastii (najczęściej wymieniany jest Baka).